# Christof Duffner
Christof Duffner, nemški smučarski skakalec, * 16. december 1971,  Triberg im Schwarzwald, Baden-Württemberg, Nemčija. 
Njegovi najboljši dosežki so: Ekipni olimpijski prvak iz olimpijskih iger v Lillehammerju leta 1994 in ekipni svetovni prvak iz Ramsaua leta 1999. Duffner je bil eden izmed najboljših letalcev svojega časa, čeprav ni dosegel nobene zmage na letalnici. Postavil je tudi nemški državni rekord v poletih, ki pa zaradi "zamrznitve" daljših poletov od 191 metrov ni bil priznan.

## Svetovni rekord
Leta 1992 je na letalnici v Harrachovu padel pri izjemni dolžini 194 metrov kar bi bilo izenačenje svetovnega rekorda Piotra Fijasa iz Planice, če bi obstal na nogah. Še danes pa skok buri duhove saj nekateri trdijo, da je v resnici padel pri dolžini preko 200 metrov. 
Leta 1994 je v Planici podrsal pri dolžini 207 metrov, kar bi bil svetovni rekord, če bi obstal na nogah.

## Svetovni pokal

### Zmage
| Sezona  | Datum             | Kraj       |
| ------- | ----------------- | ---------- |
| 1992/93 | 30. december 1992 | Oberstdorf |